# Cykelaid
Cykelaid is een Brits historisch merk van hulpmotoren.
De bedrijfsnaam was: Sheppee Motor Co. Ltd., York.

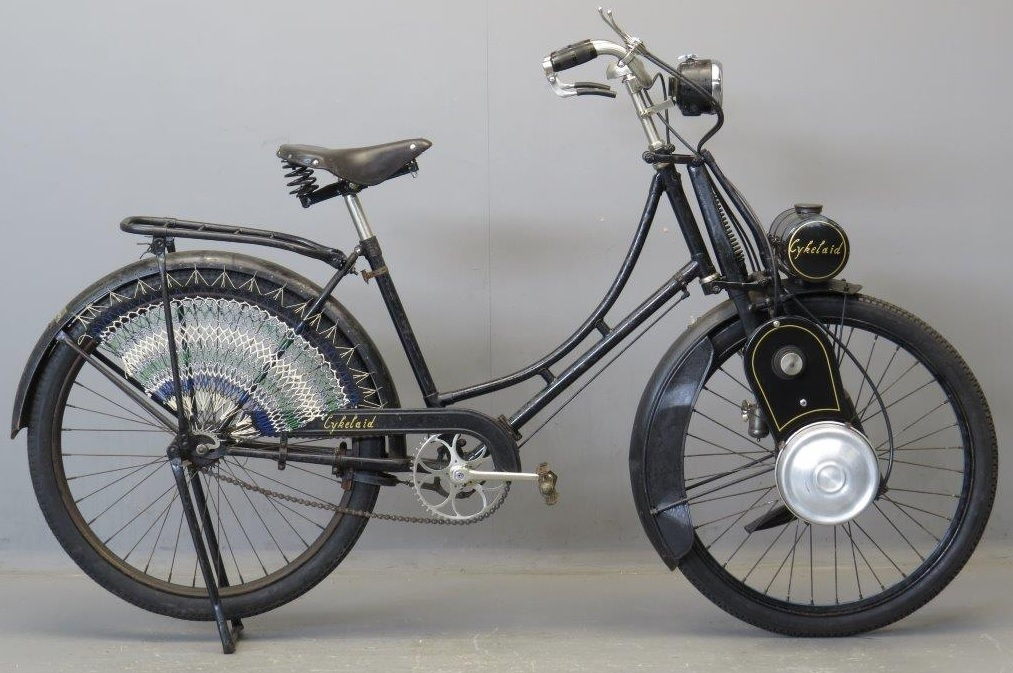
Cykelaid uit 1924

Na de Eerste Wereldoorlog was er in het Verenigd Koninkrijk behoefte aan lichte en goedkope vervoermiddelen, mede door de vele oorlogsinvaliden. De Sheppee Motor Co. begon in 1919 met de productie van 105cc-clip-on motoren die boven het voorwiel van een fiets konden worden gemonteerd en dit via twee kettingen aandreef. Het was een viertaktmotor met een automatische inlaatklep. De topsnelheid bedroeg ongeveer 30 km/h. Men kon deze "Cykelaid" (fietshulp) ook als complete machine kopen voor £ 50 of een complete voorvork met motor voor £ 32. De fiets had twee aparte achterremmen en geen voorrem. Wanneer men dus een voorvork kocht werd men tevens geacht een tweede achterrem te monteren. In de loop van de tijd werd de motor vergroot tot 131- en later 133 cc. De laatste versie leverde 1½ pk en kostte als losse motor £ 37. In 1926 werd de productie beëindigd.
Niet te verwarren met de veel later uitgebrachte Cyclaid van British Salmson in Londen.